# (1395) Aribeda
(1395) Aribeda es un asteroide que forma parte del cinturón exterior de asteroides y fue descubierto el 16 de julio de 1936 por Karl Wilhelm Reinmuth desde el observatorio de Heidelberg-Königstuhl, Alemania.

## Designación y nombre
Aribeda se designó al principio como 1936 OB.
Posteriormente fue nombrado con las iniciales del Astronomisches Rechen-Institut, Berlin Dahlem.

## Características orbitales
Aribeda orbita a una distancia media de 3,201 ua del Sol, pudiendo alejarse hasta 3,396 ua y acercarse hasta 3,007 ua. Su inclinación orbital es 8,644° y la excentricidad 0,06074. Emplea 2092 días en completar una órbita alrededor del Sol.